# 伊日·佩利坎
伊日·佩利坎（捷克語：Jiří Pelikán；1923年2月7日—1999年6月26日），犹太裔，捷克斯洛伐克的记者、电视台局长，捷克斯洛伐克共产党，支持亚历山大·杜布切克的改革，让新闻电视更加自由的向公众通报各类政治事件。1968年布拉格之春后，被降职到捷克斯洛伐克驻意大利大使馆的文化专员。1969年在意大利申请政治避难。1977年获得意大利国籍。1990年曾经短暂的担任捷克斯洛伐克总统瓦茨拉夫·哈维尔的顾问。